# Beach Boys Concert
Beach Boys Concert es el primer álbum en vivo de The Beach Boys, fue editado en 1964. Fue su séptimo álbum en total y el tercero del año 1964. Muy destacado por ser el primer álbum en vivo de la historia en alcanzar el número uno, y además por estar en lo alto de las listas de Estados Unidos durante dos meses.
Es el único álbum en vivo editado en LP con la formación fundadora de la banda, poco después Brian Wilson anunciaría su retiro de las giras, y en su reemplazo acudiría Bruce Johnston.
En 1998 se editó en formato de vídeo un concierto de veintidós minutos de duración grabado en blanco y negro del 14 de marzo de 1964, titulado The Lost Concert. En 2014 se editó Live in Sacramento 1964 como álbum digital, con material adicional de conciertos coincidentes con aquellas fechas.

## Historia
Beach Boys Concert salió al mercado justo cuando el productor Brian Wilson estaba a punto de abandonar las actuaciones en vivo, para elaborar producciones más complejas. Éste es también el único LP grabado en vivo con los cinco miembros fundadores. También sería por varias décadas el único álbum en vivo con Brian Wilson, hasta la edición de Good Timin': Live at Knebworth England 1980 en 2003. Fue grabado en el Auditorio Conmemorativo en Sacramento, California.
El álbum incluye varias canciones que solían interpretar con frecuencia en sus actuaciones en vivo, pero que nunca se habían incluido en sus álbumes como "Papa-Oom-Mow-Mow", "The Wanderer" y "Monster Mash", mientras que "The Little Old Lady From Pasadena" fue en realidad un éxito de Jan & Dean. Junto a estos temas se encuentran otros clásicos de la banda como "Hawaii", "In My Room", "Fun, Fun, Fun" y "I Get Around". El álbum cierra algo tempranamente con "Johnny B. Goode", se tuvo que terminar con el concierto cuando la gente se empezaba a subir al escenario. Sin embargo, el álbum tiene dos conciertos: las pistas 1, 2, 11 y 12 son de un concierto del 21 de diciembre de 1963, algunas de estas pistas fueron aceleradas por Brian Wilson -por eso es que la voz de Mike Love suena más alta en "Fun, Fun, Fun" por ejemplo- para dar la impresión que se trata de actuaciones recientes. Las pistas restantes son del recital del 1 de agosto de 1964, ambos fueron en el Civic Memorial Auditorium.
Beach Boys Concert fue el primer álbum en vivo en la historia que alcanzó el número uno en el Billboard, estuvo allí por 62 semanas y ganó el disco de oro.
A pesar de las circunstancias "sombrías" que rodean su postproducción, Beach Boys Concert es todavía un documento destacable y un eslabón perdido en su temprana discografía, que capturó a The Beach Boys en un contexto que estaba a punto de cambiarse muy radicalmente hacia producciones más complejas.
Se editó una versión pirata del álbum titulada como Wow! Great Concert! "High Water" en 1972 por Pickwick Records. La portada es un fotomontaje entre imágenes de la portada del sencillo "Surfin' Safari" en sus inicios con una tabla de surf y material fotográfico del álbum 20/20.

## Lista de canciones
| Lado A |                                                                   |          |  |
| N.º    | Título                                                            | Duración |  |
| 1.     | «Fun, Fun, Fun» (Brian Wilson y Mike Love)                        | 2:26     |  |
| 2.     | «The Little Old Lady From Pasadena» (D. Allfield/Roger Christian) | 3:00     |  |
| 3.     | «Little Deuce Coupe» (Brian Wilson y Roger Christian)             | 2:27     |  |
| 4.     | «Long, Tall Texan» (Henry Strezlecki)                             | 2:32     |  |
| 5.     | «In My Room» (Brian Wilson y Gary Usher)                          | 2:25     |  |
| 6.     | «Monster Mash» (Boris Pickett y Lenny Capizzi)                    | 2:27     |  |
| 7.     | «Let's Go Trippin'» (Dick Dale)                                   | 2:34     |  |

| Lado B |                                                                               |          |  |
| N.º    | Título                                                                        | Duración |  |
| 1.     | «Papa-Oom-Mow-Mow» (Carl White, Al Frazier, Sonny Harris y Turner Wilson Jr.) | 2:18     |  |
| 2.     | «The Wanderer» (Ernest Maresca)                                               | 2:00     |  |
| 3.     | «Hawaii» (Brian Wilson y Mike Love)                                           | 1:51     |  |
| 4.     | «Graduation Day» (Joe Sherman y Noel Sherman)                                 | 3:29     |  |
| 5.     | «I Get Around» (Brian Wilson y Mike Love)                                     | 2:42     |  |
| 6.     | «Johnny B. Goode» (Chuck Berry)                                               | 1:56     |  |

Beach Boys Concert (Capitol (S)TAO 2198) se lo adjuntó en CD con Live in London, con canciones inéditas de ambos periodos.
Beach Boys Concert fue el único álbum en llegar al número uno en Estados Unidos, permaneció 62 semanas en lista.